# Tossemarens Totur
Tosse Marens totur er en kvadrilledans. 
Dansen indledes med at alle fire par danner kreds og danser hurretrin rundt.
1. og 2. par danser mod midten med chassétrin, gør kompliment og danser tilbage igen.
3. og 4. par gør det samme.
Herefter kommer dansens ture hvor damerne har kreds med hurretrin under 2. vers
og herrerne har efter omkvædet, ligeledes kreds med hurretrin under 3. vers.
Dansen rundes af ved at hele kvadrillen igen har stor kreds og hurretrin.

## Tekst
Til melodien findes en nyskrevet tekst. Tekstens tre første vers er skrevet af Margaret Lindhardt ca.1970. Senere har forspiller/dirigent Michael S. Petersen, Ramsø Spillemandslaug, tilskrevet det ekstra 4. vers. Sangen er udgivet i sangbog for Landsforeningen Danske Folkedansere – nr. 210.
1. Folk sir' om Maren at hun er lidt tosset,
ikke som andre, hun er en smule sær.
Alt gør hun galt, hun er temmelig klodset,
selv simple ting, volder hende stort besvær.
|: Men skal der danses en totur så fører Maren an
og hun danser som ingen andre kan:|
2. Ingen ka' påstå at Maren er klygtig,
hun har så svært ved at tænke sig til no'et.
Med sine hænder er hun ikke dygtig,
slet ikke til at håndtere nål og tråd
|: Men skal der danses en totur...:|
3. Hun får trods alt mange mænd til at sukke,
så hun må svinge dem alle efter tur.
Selvom hun bestemt ikke hører til de smukke,
eller ka' vise den flotteste figur
|: Men skal der danses en totur...:|
4. Vi har vort hjerte til Tosse Maren givet,
kvinden som tog os med både hud og hår.
Dans og musik er for os hele livet,
derfor vi ingen bedre dansepartner får
|: Men skal der danses en totur...:|